# Ecnomus miriwud
Ecnomus miriwud là một loài Trichoptera trong họ Ecnomidae. Chúng phân bố ở miền Australasia.